# Bettina Wulff
Bettina Wulff, née Körner le 25 octobre 1973 à Hanovre, est l'épouse de Christian Wulff, président fédéral d'Allemagne du 30 juin 2010 au 17 février 2012.

## Biographie
Bettina Körner grandit à Großburgwedel et a habité dans cette ville jusqu'à l'élection de son mari au poste de président.
De 1993 à 1998, elle a étudié le management des médias et le droit des médias à l'Institut de journalisme et de recherche en communication du conservatoire de musique et de théâtre de Hanovre.
Elle travaille de 1998 à 2000 pour l'agence web Online Relations avant de devenir attaché de presse pour l'entreprise Continental. Elle occupe ce poste jusqu'en 2009, puis devient pour quelques mois attachée de presse à mi-temps pour la chaîne de drogueries Rossmann.
Bettina Körner rencontre Christian Wulff en 2006 et l'épouse en 2008. Ils ont un fils, né la même année. Elle a également un autre enfant, né en 2003, issu d'une précédente relation.
Après l'élection de son époux à la présidence fédérale d'Allemagne, Bettina Wulff interrompt sa carrière et se consacre à plusieurs œuvres caritatives. Elle est ainsi la marraine de la fondation Eine Chance für Kinder (« Une chance pour les enfants »), de la Deutsche Kinder- und Jugendstiftung (« Fondation allemande pour les enfants et les jeunes »), de la Müttergenesungswerk (fondation pour la santé maternelle, traditionnellement parrainée par la femme du président) et du comité allemand de l'UNICEF.
Le couple présidentiel s'afficha volontiers à la une des magazines ; Bettina Wulff est même comparée à Carla Bruni-Sarkozy et Michelle Obama pour sa beauté et sa prestance. Elle fut présente au côté de son époux lorsque celui-ci annonça, le 17 février 2012, sa démission à la suite d'accusations de mensonges et de corruption.
En septembre 2012, l'ex-première dame allemande publie son autobiographie, Jenseits des Protokolls, dans laquelle elle évoque son court séjour au château présidentiel de Bellevue. Elle dénonce, quelque temps plus tard, le moteur de recherche Google, qu'elle accuse de proférer à son encontre des accusations portant sur un éventuel passé d'escort-girl, un passé démenti formellement par l'épouse de l'ancien président fédéral. Elle obtient le retrait de huit résultats calomnieux du moteur de recherche Google.
Le couple Wulff annonce, le 7 janvier 2013, sa séparation. C'est au mois de mars 2015 que la procédure de divorce de Christian et Bettina Wulff est rendue publique, avant que celle-ci ne soit interrompue quelques mois plus tard. Le 17 octobre 2015, la presse allemande rapporte que les époux Wulff se sont unis à l'église.
En octobre 2018, Bettina et Christian Wulff annoncent être de nouveau séparés.